# Yoann Langlet
Yoann Jean-Noël Langlet (ur. 25 grudnia 1982 w Le Port) – mauretański piłkarz występujący na pozycji pomocnika.

## Kariera klubowa
Langlet rozpoczynał karierę w 1999 w rezerwach francuskiego Girondins Bordeaux. W 2002 roku przeszedł do Stade Lavallois z Ligue 2. W lidze tej zadebiutował 3 sierpnia 2002 w wygranym 1:0 meczu z ES Wasquehal. W Lavallois spędził sezon 2002/2003.
Następnie wyjechał do Szwajcarii, gdzie został graczem trzecioligowego FC Baulmes. W 2004 przeszedł do drugoligowego FC Sion, ale po sezonie 2004/2005 wrócił do Baulmes, również występującego już w drugiej lidze. W 2006 odszedł do ligowego rywala, zespołu FC Vaduz, z którym w 2007 zdobył Puchar Liechtensteinu. 
W 2007 został zawodnikiem libijskiego klubu Al-Ittihad Trypolis. W sezonie 2007/2008 zdobył z nim mistrzostwo Libii, po czym odszedł do szwajcarskiego FC Stade Nyonnais (II liga).
Następnie kontynuował swoją karierę w zespołach drugiej ligi greckiej, takich jak Ionikos, Trasiwulos oraz Weria, a sezonie 2012/2013 grał w lidze cypryjskiej dla Enosisu Neon Paralimni. Kolejne lata w karierze Langleta to występy na poziomie czwartej i piątej ligi szwajcarskiej w drużynach FC Fribourg, FC Monthey oraz FC Vevey Sports 05. Ponadto, miał okazję grać na Reunionie w barwach klubów Trois-Bassins FC, SS Jeanne d’Arc, Saint-Pauloise FC oraz CS Saint-Gilles.

## Statystyki ligowe
| Rozgrywki                       | Poziom | Kraj       | Mecze | Gole |
| ------------------------------- | ------ | ---------- | ----- | ---- |
| Protathlima A’ Kategorias       | I      | Cypr       | 16    | 1    |
| Dawrī ad-Darağa al-’Ūlà al-Lībī | I      | Libia      | 19    | 5    |
| Ligue 2                         | II     | Francja    | 16    | 0    |
| Swiss Challenge League          | II     | Szwajcaria | 97    | 9    |
| Football League                 | II     | Grecja     | 83    | 3    |

## Kariera reprezentacyjna
W reprezentacji Mauretanii Langlet zadebiutował 12 października 2003 w przegranym 0:3 meczu el. do MŚ 2006 z Zimbabwe, a 14 listopada 2003 w wygranym 2:1 rewanżowym pojedynku z tym rywalem strzelił swojego pierwszego gola w kadrze. W latach 2003–2008 w drużynie narodowej rozegrał 11 spotkań i zdobył cztery bramki.